# Jardins de Shalimar
Els jardins de Shalimar, també anomenats de vegades jardins de Shalamar (en urdú: شالیمار باغ) son un jardins reials fets construir per l'emperador mogol Xa Jahan el 1641, durant el cim del seu mandat. Com el Taj Mahal foren construïts en honor de la seva segona esposa Arjumand Banu Begum, popularment coneguda com a Mumtaz Mahal (Joia del Palau), que va morir per complicacions al part donant a llum el catorzè fill. El 1981, el conjunt dels jardins i el Fort de Lahore, a uns set quilòmetres els uns de l'altre, van ser declarats Patrimoni de la Humanitat per la UNESCO sota la denominació «Fort i jardins de Shalimar de Lahore», per ser exemples excepcionals en representar d'expressió artística de l'Imperi Mogol en el cim de la seva opulència i esplendor, durant els segles xvi i xvii. Entre els anys 2000 i 2012 varen estar inclosos en la llista del Patrimoni de la Humanitat en perill.

## Etimologia
D'acord amb Anna Suvorova, professora de l'Institut d'Estudis Orientals de l'Acadèmia de Ciències russa, l'origen de la paraula «Shalimar» és probable que provingui de la frase àrab «al-sha'imarât» (شاه العمارات) —rei dels edificis—, que amb el temps ha esdevingut un sinònim de jardí de gran bellesa. Per a la investigadora, la paraula no pot venir del sànscrit ja què un governant musulmà mai hauria fet servir una paraula en aquesta llengua per designar un jardí reial.

## Estructura
Els jardins es troben disposats en tres grans terrasses escalonades descendents amb pavellons i una gran superfície ocupada per l'aigua retinguda en estanys artificials, configuració que va permetre la creació de cascades i cataractes. Mitjançant un conjunt de canals es formen les cascades que flueixen a través de perforacions de les parets amb petits nínxols. Dues de les terrasses tenen planta quadrada dividida alhora en quatre parts per una creu, mentre que la terrassa central és rectangular, ocupada per un estany envoltat per pavellons i quioscs.

## Galeria

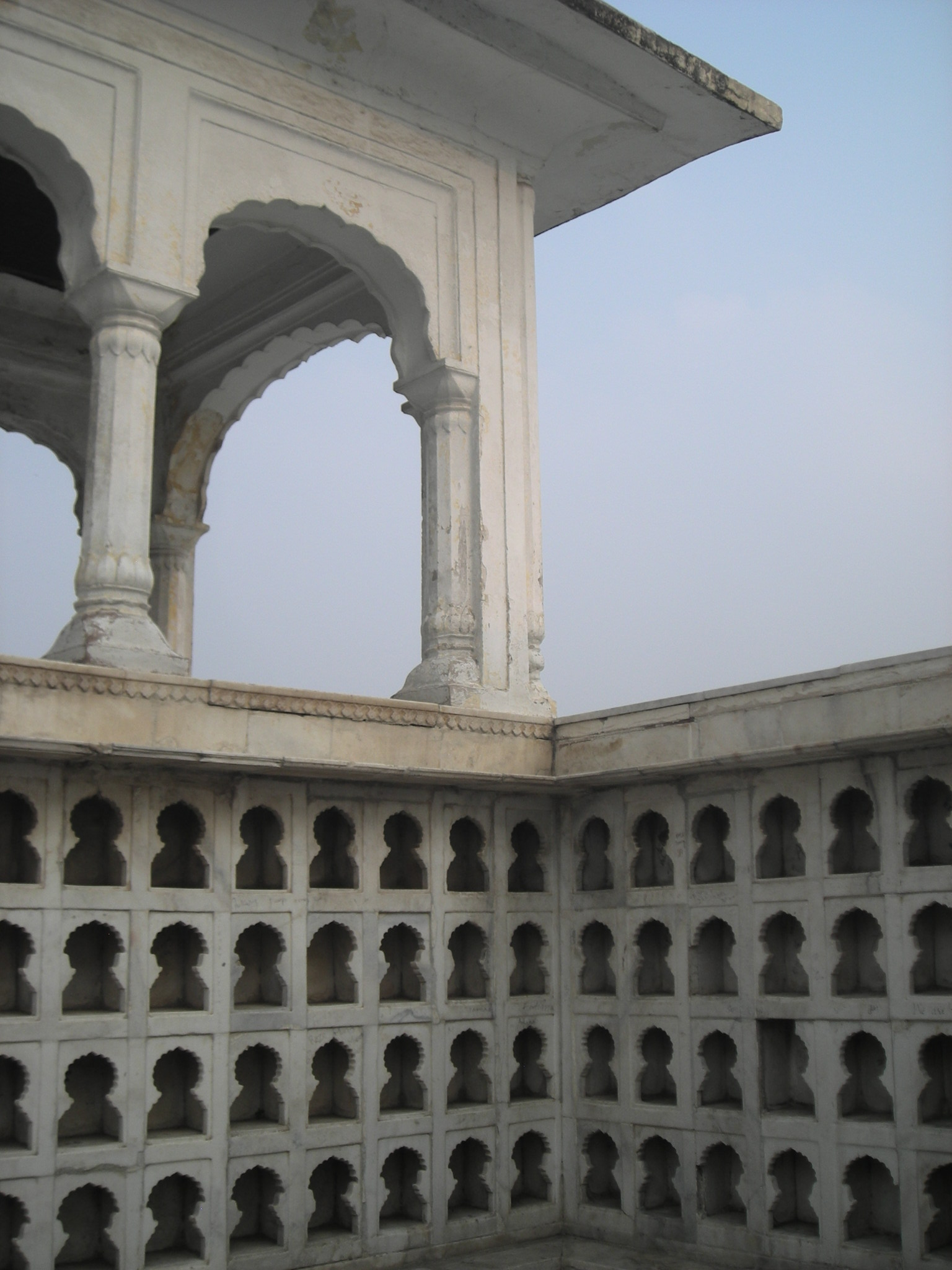
Detalls dels nínxols de les parets
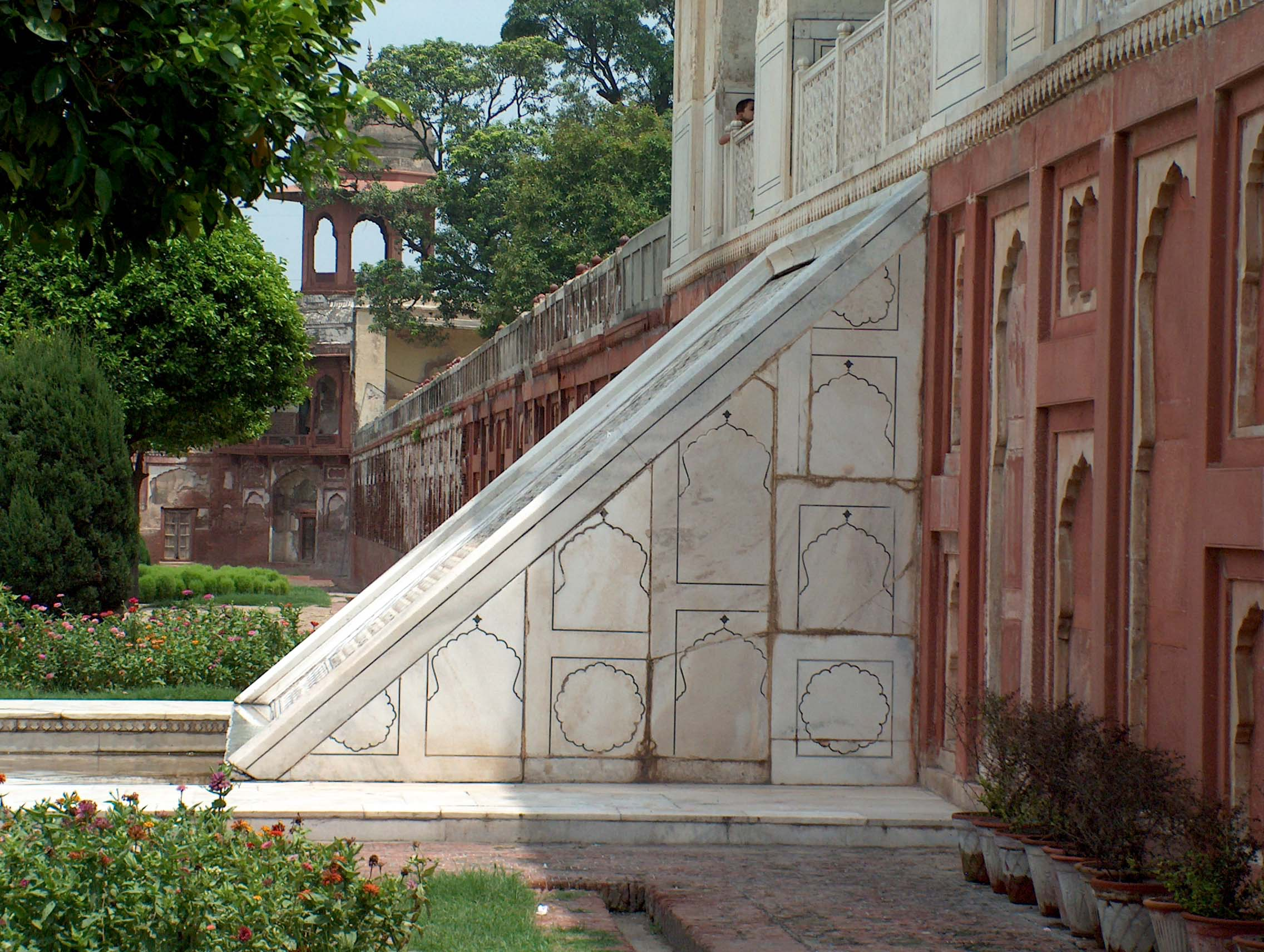
La gran cascada de marbre
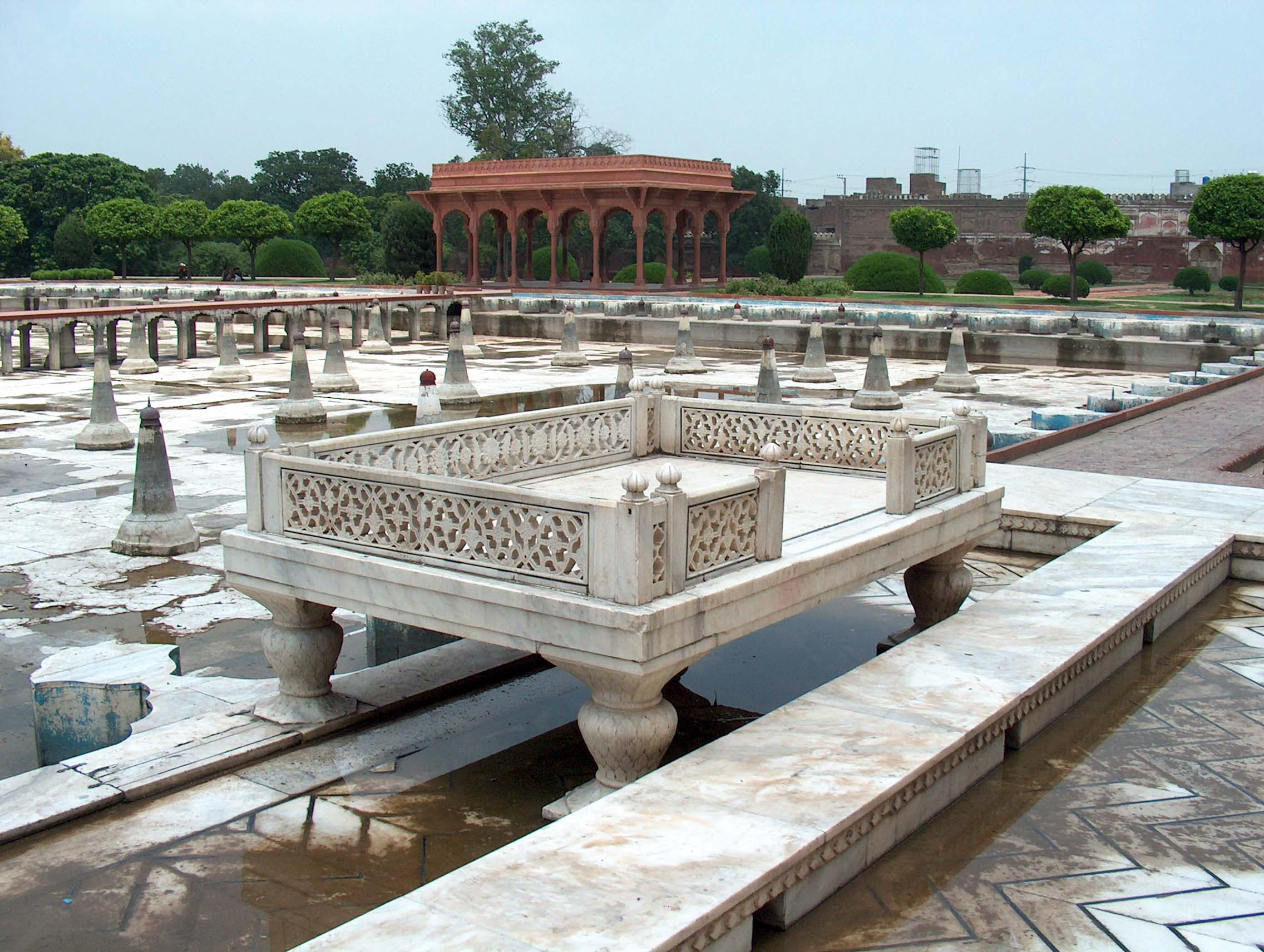
Vista de la terrassa del segon nivell, amb les estructures de marbre
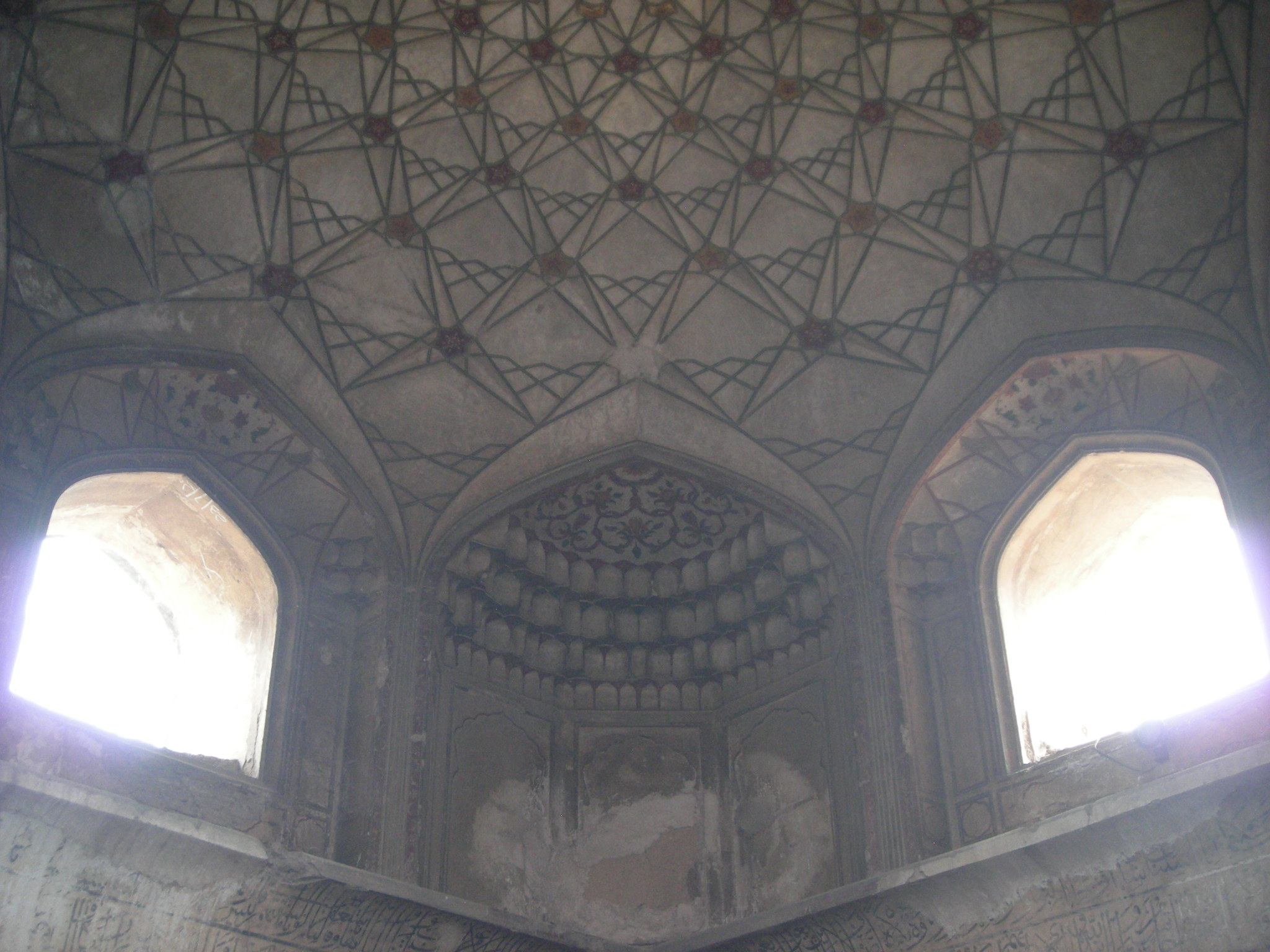
Detalls ornamentals de l'interior d'un dels pavellons